# Vïtalïý Lï
Vïtalïý Aleksandrovïç Lï (in kazako Виталий Александрович Ли?; Satbayev, 13 marzo 1994) è un calciatore kazako, centrocampista dell'Ordabasy.